# Ostheide bei Himbergen und Bad Bodenteich
Ostheide bei Himbergen und Bad Bodenteich este o arie protejată (arie de protecție specială avifaunistică — SPA) din Germania întinsă pe o suprafață de 1.829 ha, integral pe uscat.

## Localizare
Centrul sitului Ostheide bei Himbergen und Bad Bodenteich este situat la coordonatele 53°03′03″N 10°45′04″E / 53.0508°N 10.7511°E.

## Înființare
Situl Ostheide bei Himbergen und Bad Bodenteich a fost declarat arie de protecție specială avifaunistică în iunie 2001 pentru a proteja 16 specii de animale.

## Biodiversitate
Situată în ecoregiunea atlantică, aria protejată nu include niciun habitat protejat.
La baza desemnării sitului se află mai multe specii protejate de  păsări (16): ciocârlie-de-câmp (Alauda arvensis), barză albă (Ciconia ciconia ciconia), erete de stuf (Circus aeruginosus), erete cenușiu (Circus pygargus), prepeliță (Coturnix coturnix), ciocănitoare neagră (Dryocopus martius), presură de grădină (Emberiza hortulana), capîntortură (Jynx torquilla), sfrâncioc roșiatic (Lanius collurio), ciocârlie de pădure (Lullula arborea), privighetoare (Luscinia megarhynchos), gaia roșie (Milvus milvus), codobatura galbenă (Motacilla flava), grangur (Oriolus oriolus), viespar (Pernis apivorus), mărăcinar (Saxicola rubetra).
Pe lângă speciile protejate, pe teritoriul sitului au mai fost identificate 1 specie de păsări.